# Mas Llope
Mas Llope és una masia del municipi d'Espolla inclosa en l'Inventari del Patrimoni Arquitectònic de Catalunya.

## Descripció
Situat dins del nucli urbà de la població d'Espolla, al sud de l'església parroquial de Sant Jaume, amb l'accés principal pel carrer Balmanya.
Masia urbana reformada de planta rectangular amb jardí davanter, amb la coberta de teula de dues vessants i distribuïda en planta baixa i pis. La façana principal, orientada a migdia, presenta obertures d'arc rebaixat a la planta baixa, bastides amb lloses de pedra disposades a sardinell. Al pis hi ha tres finestres rectangulars emmarcades amb carreus de pedra, els ampits de pissarra sobresortits i les llindes planes, tot i que una d'elles ha estat transformada amb maons. Adossades a l'extrem de llevant del parament hi ha unes escales que donen accés a una terrassa al pis. A l'extrem de ponent d'aquesta façana hi ha l'antic paller de la masia, actualment reformat, distribuït en dues plantes i obert a l'exterior. La façana posterior presenta tres finestres rectangulars al pis, emmarcades amb carreus de pedra i les llindes planes. La de l'extrem de llevant té l'ampit motllurat i la llinda gravada amb una data il·legible, adscrita a finals del segle xviii. La de ponent fa referència a l'última reforma estructural de l'edifici i presenta la següent inscripció: «MAS LLOPE RSI 2000».
La construcció és bastida amb pedra sense treballar disposada regularment, lligada amb abundant morter.

## Història
Aquest mas està ubicat al nucli urbà d'Espolla. Es defensa la idea que l'etimologia del topònim d'Espolla prové del llatí relacionant la paraula podolia (turó) amb l'article salat "es". El nucli antic d'Espolla apareix com una de les possessions del monestir de Sant Pere de Rodes, tal com es troba documentat en una notícia de l'any 882.
L'any 1319, consta que Dalmau, vescomte de Rocabertí va retre homenatge al bisbe de Girona amb motiu del delme d'aquest nucli.
Durant el segle xviii va haver-hi un creixement econòmic a tot Catalunya degut al bon moment de les explotacions agrícoles, particularment de la vinya. Igualment va ser un període d'obertura dels mercats americans també per a Catalunya. Aquest període de prosperitat queda palès en la presència de diferents casals i cases de pedra que encara avui es conserven.
És en aquest context quan es basteixen diferents masos, entre d'altres el mas Llops.
Posteriorment la població va experimentar un notable descens durant el segle xx, provocant, igualment, que moltes de les masies de la serra de l'Albera quedessin abandonades.
El mas va ser reformat l'any 2000, tal como ho testimonia la inscripció en una llinda d'una finestra, on hom pot llegir MAS LOPE RST 2000.